# Tang Gach
Tang Gach (persiska: تنگ گچ) är en ort i Iran.   Den ligger i provinsen Hormozgan, i den södra delen av landet, 1 000 km söder om huvudstaden Teheran. Tang Gach ligger 575 meter över havet och antalet invånare är 120.
Terrängen runt Tang Gach är kuperad söderut, men norrut är den bergig.Runt Tang Gach är det glesbefolkat, med 11 invånare per kvadratkilometer. Närmaste större samhälle är Kermarān, 9,5 km söder om Tang Gach. Trakten runt Tang Gach är ofruktbar med lite eller ingen växtlighet.